# Billy J. Kramer & the Dakotas

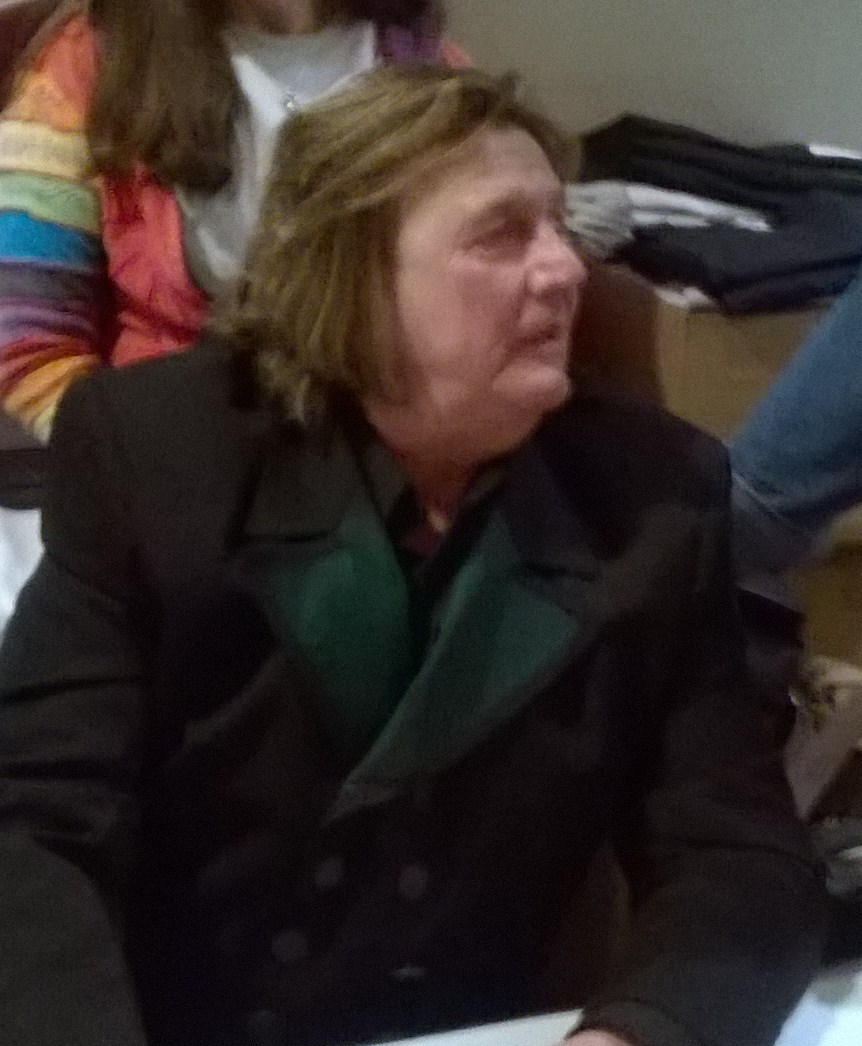
Billy J. Kramer, 2016

Billy J. Kramer & the Dakotas war eine britische Popband, die von 1963 bis 1966 bestand.

## Geschichte

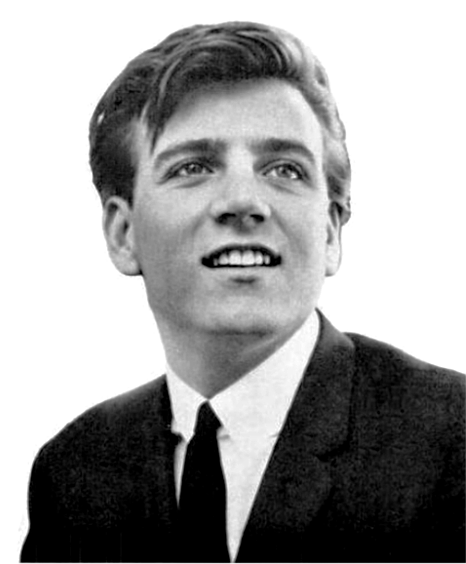
Billy J. Kramer, 1965

Billy J. Kramer (* 19. August 1943 als William Howard Ashton in Bootle, Liverpool) wurde 1962 von dem Manager der Band The Beatles, Brian Epstein, entdeckt und unter Vertrag genommen. Epstein sorgte auch dafür, dass William „Billy“ Ashton alias Billy Kramer – zuvor Sänger bei The Coasters – Leadsänger der Band The Dakotas wurde, einer damals berühmten Band aus Manchester, die im Oktober 1962 noch mit Pete MacLaine auftrat (Billy Kramer und The Coasters als auch The Dakotas mit Pete MacLaine traten neben Little Richard im Ballroom von New Brightion auf).
Im März 1963 bekam die Band ein Engagement im Hamburger Star-Club, Produzent wurde George Martin, der ebenfalls für die Beatles tätig war. Fast naheliegend, dass die ersten drei Singles von John Lennon und Paul McCartney geschrieben wurden: Do You Want to Know a Secret, der Nummer-eins-Hit Bad to Me und I’ll Keep You Satisfied, alle 1963.
Auch die erste nicht von den beiden Beatles geschriebene Single brachte sie 1964 wieder auf die Top-Position der Charts – Little Children stammte aus der Feder von Mort Shuman und John Leslie McFarland und wurde ihr größter Hit in den USA. Der darauf folgende Charterfolg From a Window war wieder eine Lennon/McCartney-Komposition. Ihr letzter Charthit Trains and Boats and Planes war eine Komposition von Burt Bacharach.
In der Jahresumfrage 1963 der britischen Musikzeitschrift Melody Maker wurden Billy J. Kramer & the Dakotas von den Lesern zu den besten Newcomern gewählt. In der T.A.M.I. Show vom Oktober 1964 durfte Billy J. Kramer mit seiner Band vier Songs aufführen, genauso viele wie Marvin Gaye, die Beach Boys, The Supremes und James Brown. Bis 1965 war die Band in den internationalen Charts zu finden und Teil der British Invasion, dann verloren ihre Songs im typischen Beatmusik-Sound offensichtlich an Attraktivität. Die Gruppe wurde 1966 aufgelöst; Kramer veröffentlichte unter seinem Pseudonym weitere Platten, ohne jedoch jemals wieder in den Hitparaden aufzutauchen.

## Mitglieder
- Billy J. Kramer, Gesang
- Michael „Mike“ Maxfield (* 23. Februar 1944), Leadgitarre
- Robin McDonald (* 18. Juli 1943), Rhythmusgitarre
- Ray Jones (* 20. Oktober 1939 – † 20. Januar 2000), Bass
- Tony Mansfield (* 28. Mai 1943), Schlagzeug

## Diskografie

### Alben
| Jahr | Titel                     | Höchstplatzierung, Gesamtwochen, AuszeichnungChartplatzierungen (Jahr, Titel, Platzierungen, Wochen, Auszeichnungen, Anmerkungen) | Höchstplatzierung, Gesamtwochen, AuszeichnungChartplatzierungen (Jahr, Titel, Platzierungen, Wochen, Auszeichnungen, Anmerkungen) | Anmerkungen |
| Jahr | Titel                     | UK | US | Anmerkungen |
| ---- | ------------------------- | --- | --- | ----------- |
| 1963 | Listen To Billy J. Kramer | UK11 (17 Wo.)UK | — |             |
| 1964 | Little Children           | — | US48 (15 Wo.)US |             |

### Singles
| Jahr | Titel Album                  | Höchstplatzierung, Gesamtwochen, AuszeichnungChartplatzierungen (Jahr, Titel, Album, Platzierungen, Wochen, Auszeichnungen, Anmerkungen) | Höchstplatzierung, Gesamtwochen, AuszeichnungChartplatzierungen (Jahr, Titel, Album, Platzierungen, Wochen, Auszeichnungen, Anmerkungen) | Anmerkungen                            |
| Jahr | Titel Album                  | UK | US | Anmerkungen                            |
| ---- | ---------------------------- | --- | --- | -------------------------------------- |
| 1963 | Do You Want to Know a Secret | UK2 (15 Wo.)UK | — |                                        |
| 1963 | The Cruel Sea                | UK18 (13 Wo.)UK | — | Instrumentalstück ohne Billy J. Kramer |
| 1963 | Bad to Me                    | UK1 (14 Wo.)UK | US9 (10 Wo.)US |                                        |
| 1963 | I’ll Keep You Satisfied      | UK4 (13 Wo.)UK | US30 (7 Wo.)US |                                        |
| 1964 | Little Children              | UK1 (13 Wo.)UK | US7 (15 Wo.)US |                                        |
| 1964 | From a Window                | UK10 (8 Wo.)UK | US23 (10 Wo.)US |                                        |
| 1965 | It’s Gotta Last Forever      | — | US67 (5 Wo.)US |                                        |
| 1965 | Trains and Boats and Planes  | UK12 (8 Wo.)UK | US47 (7 Wo.)US |                                        |